# Dudu Cearense
Alessandro Silva de Sousa (Fortaleza, 15 april 1983), beter bekend als Dudu Cearense, is een Braziliaanse profvoetballer die sinds 2012 onder contract staat bij Goiás EC. Hij speelt als centrale middenvelder die zowel aanvallend als verdedigend uit de voeten kan. Dudu Cearense speelde ook in de Braziliaanse nationale ploeg. Hij kwam tot elf interlands in de periode 2004-2007.

## Statistieken
| seizoen | club             | land        | competitie            | duels | goals |
| ------- | ---------------- | ----------- | --------------------- | ----- | ----- |
| 2001    | Vitória          | Brazilië    | Campeonato Brasileiro | 5     | 1     |
| 2002    | Vitória          | Brazilië    | Campeonato Brasileiro | 18    | 0     |
| 2003    | Vitória          | Brazilië    | Campeonato Brasileiro | 32    | 6     |
| 2004    | Kashiwa Reysol   | Japan       | J-League              | 11    | 2     |
| 2004/05 | Stade Rennes     | Frankrijk   | Ligue 1               | 15    | 1     |
| 2005    | CSKA Moskou      | Rusland     | Premjer-Liga          | 21    | 3     |
| 2006    | CSKA Moskou      | Rusland     | Premjer-Liga          | 28    | 2     |
| 2007    | CSKA Moskou      | Rusland     | Premjer-Liga          | 15    | 1     |
| 2008/09 | Olympiakos       | Griekenland | Alpha Ethniki         | 26    | 6     |
| 2009/10 | Olympiakos       | Griekenland | Alpha Ethniki         | 16    | 4     |
| 2010/11 | Olympiakos       | Griekenland | Alpha Ethniki         | 18    | 3     |
| 2011    | Atletico Mineiro | Brazilië    | Série A               | 13    | 3     |
| 2012    | Atletico Mineiro | Brazilië    | Série A               | 2     | 0     |
| 2012    | Goiás EC         | Brazilië    | Série B               | 2     | 1     |